# Мрежничке Пољице
Мрежничке Пољице су насељено место у саставу града Дуге Ресе у Карловачкој жупанији, Република Хрватска.

## Историја
До територијалне реорганизације у Хрватској насеље се налазило у саставу старе општине Дуга Реса.

## Становништво
На попису становништва 2011. године, Мрежничке Пољице су имале 114 становника.

## Попис1991.
На попису становништва 1991. године, насељено место Мрежничке Пољице је имало 141 становника, следећег националног састава:
| Попис 1991.‍ | Попис 1991.‍ | Попис 1991.‍ | Попис 1991.‍ | Попис 1991.‍ |
| ----------- | ----------- | ----------- | ----------- | ----------- |
|             |             |             |             |             |
| Хрвати      | Хрвати      |             | 137         | 97,16%      |
| остали      | остали      |             | 4           | 2,84%       |
| укупно: 141 |             |             |             |             |